# Чжуанхэ
Городской уезд Чжуанхэ́ (кит. упр. 庄河, пиньинь Zhuānghé) — городской уезд города субпровинциального значения Далянь (КНР).

## География
Располагается в северо-восточной части Даляня на полуострове Ляодун. Занимает площадь 6968 км. 2, включая морскую акваторию. Граничит с городским округом Даньдун на северо-востоке, городским округом Аньшань на севере, городским округом Инкоу на северо-западе и районом Пуланьдянь на западе.

## История
В 1906 году был образован Чжуанхэский комиссариат (庄河厅). После Синьхайской революции в Китае была проведена реформа структуры административно-территориального деления, в ходе которой комиссариаты были упразднены, и в 1913 году Чжуанхэский комиссариат был преобразован в уезд Чжуанхэ (庄河县) провинции Фэнтянь (в 1929 году переименованной в провинцию Ляонин).
В 1949 году была образована провинция Ляодун, и уезд вошёл в её состав. В 1954 году она была расформирована, и уезд вернулся в состав провинции Ляонин. В 1956 году был образован Специальный район Аньдун (安东专区), и уезд вошёл в его состав. В 1959 году уезд был передан под юрисдикцию властей города ЛюйДа. В 1966 году был передан под юрисдикцию властей города Даньдун, но в 1968 году возвращён под юрисдикцию города ЛюйДа (в 1981 году переименованного в Далянь).
В 1992 году уезд Чжуанхэ был преобразован в городской уезд.

## Административно-территориальное деление
Городской уезд Чжуанхэ делится на 5 уличных комитета, 5 посёлков, 4 волости и 2 национальные волости.

## Экономика
Чжуанхэ является крупным сельскохозяйственным и промышленным центром, здесь выращивают зерно и фрукты. На уезд приходится 215 километров береговой линии, вдоль которой построено несколько оффшорных ветряных электростанций компании China Huaneng Group. Среди промышленных отраслей особенно развито производство мебели: здесь базируется одна из крупнейших мебельных компаний страны Huafeng Furniture Manufacturing.
В западной части района располагается Индустриальная зона Хуаюанькоу (англ. The Huayuankou Industrial Zone).

## Транспорт
Имеется морской порт.

## Достопримечательности
Туризм постепенно становится одним из источников дохода для местного бюджета. 
Основные достопримечательности включают в себя:
- Древний город Чэншань
- Долина Биньюй: Гуйлинь Северного Китая
- Национальный парк Иньшатань
- Гора Буюнь, самая высокая точка Даляня, высота над уровнем моря - 1130 метров.